# 戰友 (電視劇)
《戰友》（：／）是韓國KBS電視台於2010年6月19日起播出的連續劇，該劇是1975年的重拍版本，亦是紀念韓戰爆發60週年的電視劇。由崔秀宗、李泰蘭、李德華、金雷夏、林元熙、南成鎮、洪景仁、朴相旭、李承洨、柳相旭、安勇俊、李仁譓主演。故事講述在韓戰中，9個韓國國軍軍人為國家出生入死的故事。

## 出演陣容

### 韓國國軍
- 崔秀宗 飾 李玄重一等中士，第1班班長，後為上士2排排長
- 金雷夏 飾 朴一權中士，前第2班班長，後屬第1班，後為一等中士
- 林元熙 飾 金俊範下士，第1班所屬，無線兵，後為中士
- 南成鎮 飾 廉河鎮一兵，原屬第2班，後屬第1班，狙擊手，後為下士
- 洪景仁 飾 楊相吉一兵，原屬第2班，後屬第1班，步槍兵，後為下士
- 朴相旭 飾 白勝真下士，原屬第2班，後屬第1班，操縱重武器，後為中士
- 李承洨 飾 鄭澤秀一兵，第1班所屬，步槍兵，後為下士
- 柳相旭 飾 朴朱容一兵，第1班所屬，醫務兵，後為下士
- 安勇俊 飾 金範宇二兵，原屬第2班，後屬第1班，副射手，後為一兵
- 李周錫（朝鲜语：이주석 (1980년)） 飾 金重山少尉，第2排排長，後為新兵訓練隊長
- 李德華 飾 朴　雄准將，第13步兵師師長

### 朝鮮人民軍
- 李泰蘭 飾 李秀景大尉，後為少校狙擊團長，曾失職降為少尉
- 金明秀（朝鲜语：김명수 (배우)） 飾 千龍澤上士
- 鄭泰祐 飾 千聖一下戰士
- 金惠珍 飾 尹貞妊，第3俘虜收容所政治部長

### 其他
- 李仁譓 飾 正　花，游擊隊隊員

## 劇中錯誤
- 第一集中出現M48A5坦克，美國在1952年才開始生產M48坦克，只有90毫米戰車炮，劇中出現的戰車炮卻是105毫米，當時連英國的L7型105毫米戰車炮都還沒生產。

- 第四集，朴雄獲救後在草原上與第一班乘坐的是UH-1直升機，劇中所敘述的年份為1950年，但是UH-1直升機在1956年才出產，直昇機上還有2梃1957年方才面世的M60D機槍。

- 在第五集中，在中國人民志願軍的陣地上也出現了一枝由M60機槍改裝的馬克沁機槍。
- 另外在劇中李玄重所持的配槍是湯普森衝鋒槍，但是在韓戰爆發直到停戰，美軍只提供大量M1加蘭德步槍、M1卡賓槍、白朗寧自動步槍及M3衝鋒槍給韓國國軍。
- 韓戰期間中華人民共和國尚未停用繁體漢字（劇中中國人民志願軍的旗幟是使用簡體字）

## 同類型電視劇
- Road No. 1

## 外部連結
- KBS戰友官網 （页面存档备份，存于） 
- KBS戰友官網 （英文）
- 戰友 Facebook 官方專頁

## 作品的變遷
| KBS 1TV 歷史電視劇                        | KBS 1TV 歷史電視劇                           | KBS 1TV 歷史電視劇 |
| ----------------------------------------- | -------------------------------------------- | ------------------ |
|                                           | 戰友 (2010年6月19日 - 2010年8月22日)         |                    |
| 巨商金萬德 (2010年3月6日 - 2010年6月13日) | 自由人李會榮 (2010年8月29日 - 2010年9月12日) |                    |